# Plan de San Luis, Sinaloa
Plan de San Luis är en ort i Mexiko.   Den ligger i kommunen Ahome och delstaten Sinaloa, i den västra delen av landet, 1 200 km nordväst om huvudstaden Mexico City. Plan de San Luis ligger 7 meter över havet och antalet invånare är 710.
Terrängen runt Plan de San Luis är mycket platt. Runt Plan de San Luis är det ganska tätbefolkat, med 83 invånare per kvadratkilometer. Närmaste större samhälle är Los Mochis, 6,8 km öster om Plan de San Luis. Omgivningarna runt Plan de San Luis är en mosaik av jordbruksmark och naturlig växtlighet.